# Partido Comunista Francés
El Partido Comunista Francés (PCF, en francés: Parti communiste français) es un partido político de Francia que defiende los principios del comunismo. A pesar de que su apoyo electoral ha disminuido desde 1980, sigue siendo el mayor partido comunista en Francia y conserva un gran número de miembros, si bien electoralmente desde hace varias décadas ha perdido influencia en la política francesa.
A nivel europeo, está integrado en el grupo de la Izquierda Europea. Desde su participación en el gobierno de François Mitterrand, sin embargo, a veces es considerado por la izquierda radical como un partido reformista. A raíz de la baja respuesta electoral obtenida en las elecciones legislativas de 2007, el partido no pudo, por primera vez durante la V República, obtener el nivel mínimo de 20 diputados con el fin de formar un grupo parlamentario propio. Desde entonces, el PCF se ha aliado con Los Verdes y otros diputados de izquierda para poder formar un Grupo Parlamentario propio a la izquierda del Partido Socialista, llamado en francés «Gauche démocrate et républicaine» ("Izquierda Demócrata y Republicana"). Ahora, el PCF forma un Grupo Parlamentario con el Partido de Izquierda, la Federación para una Alternativa Social y Ecológica, y algunos partidos socialistas y comunistas de Francia de ultramar.

## Historia

### Formación
El PCF se formó en 1920 durante el "Congreso de Tours" (Congrès de Tours) de la SFIO. La mayoría de los miembros de la SFIO manifestó su voluntad de afiliarse a la Internacional Comunista. Esta mayoría fundó la Sección Francesa de la Internacional Comunista (SFIC) que se convertiría posteriormente en el Partido Comunista Francés. La minoría reformista del partido guardó el nombre del partido (SFIO) y la mayoría revolucionaria (y, entonces, comunista) conservó el órgano oficial del partido: L'Humanité (la Humanidad).

### 1920-1936
En 1925, las listas comunistas para las elecciones municipales incluyeron a las mujeres en una posición elegible, aunque todavía no tenían derecho a voto. No obstante, esta iniciativa provocó la hostilidad del Bloque nacional (derecha) y el Cartel de la Izquierda (Partido Radical y Partido Socialista). Finalmente, las prefecturas anularon las elecciones de mujeres.
El Partido Comunista se implicó en las luchas anticolonialistas, una posición entonces aislada en el panorama político francés. La Unión Intercolonial, creada en 1922, reunió a activistas de las colonias francesas en torno a reivindicaciones de igualdad política (derecho al voto) y social ("igual salario por igual trabajo"). Así, los comunistas llamaron a la confraternización con los insurgentes marroquíes durante la guerra del Rif (1925-1926) y a la evacuación de Marruecos por el ejército francés, se comprometieron con el cese de la lucha y la independencia de Siria durante la Gran Revuelta de 1925-1927, y denunció las celebraciones del centenario de la colonización de Argelia. En la exposición de 1931 de París, organizada por el PCF, se criticó la política colonial mostrando seres humanos enjaulados. Titulado 'La verdad acerca de las colonias', la primera parte fue dedicada a los abusos cometidos durante las conquistas coloniales, como el trabajo forzoso, mientras que la segunda hizo referencia a la Unión Soviética y la política de las nacionalidades contra el colonialismo. 
Aunque en primer lugar, el PCF rivalizó la SFIO por el liderazgo del movimiento socialista francés, muchos de los miembros fueron expulsados del partido (incluido Boris Souvarine), y en pocos años su apoyo disminuyó, y durante la mayor parte de la década de 1920 fue una sesión pequeña y aislada. Sus primeros diputados elegidos se opusieron a la coalición de izquierda formada por la SFIO y el Partido Radical Socialista. A finales de los años veinte, el PCF siguió una política de ataque a la izquierda moderada, rechazando frontalmente cualquier cooperación con ésta y manteniendo, en consecuencia, una fuerte división en la izquierda. El Partido Comunista atrajo a diversos intelectuales y artistas en la década de 1920, incluido André Breton, Henri Lefebvre, Paul Éluard, Louis Aragon, etc. Maurice Thorez fue elegido líder del PCF en 1930.  
El partido se organizó en torno a dirigentes que procedían en su mayoría de la clase obrera, estableciendo planes de formación y promoción de cuadros de origen obrero y fomentando la presentación de candidatos de la clase obrera en las elecciones. El equipo formado por Maurice Thorez, Jacques Duclos y Benoît Frachon, que habían sido minero, metalúrgico y pastelero respectivamente, tuvo una longevidad excepcional y lideró el partido francés durante casi tres décadas. El trabajador ferroviario Pierre Semard había sido secretario general del partido de 1924 a 1929.
En 1932, se constituyó un nuevo gobierno de izquierdas. El PCF no participó en la coalición, pero mantuvo un apoyo externo al gobierno, sin participar en la gestión, de la misma manera que antes de la Primera Guerra Mundial (1914-1918). Los socialistas, por su parte, apoyaron a republicanos y radicales del gobierno, sin asumir tampoco carteras ministeriales. Esta nueva coalición cayó por presiones de la extrema derecha el 6 de febrero de 1934, a causa de motines que obligaron al presidente del Consejo Édouard Daladier a ceder el poder al conservador Gaston Doumergue. A raíz de esta crisis, el PCF, como el conjunto del movimiento socialista, temió que las presiones fascistas y de extrema derecha que habían tumbado el gobierno pudieran arrasar el régimen democrático, tal y como había ocurrido en Alemania tras el acceso al poder de Adolf Hitler, en 1933. La persecución del Partido Comunista de Alemania (KPD) por parte del nuevo régimen nazi y la política estalinista de favorecer la formación de "Frentes Populares", acabaron propiciando el acercamiento de los comunistas a la SFIO, que se concretaría en la creación y victoria electoral del Frente Popular francés, en 1936.

### El Frente Popular
Durante la década de 1930, el PCF creció rápidamente en tamaño e influencia. Su crecimiento fue impulsado por la popularidad de la estrategia de Frente Popular impulsada por el Komintern, que permitió una alianza con la SFIO y el Partido Radical para luchar contra el fascismo. El Frente Popular ganó las elecciones de 1936, y Léon Blum formó un gobierno socialista-radical. El PCF apoyó a este gobierno, pero no se sumó a él. El gobierno del Frente Popular pronto se derrumbó bajo la presión de problemas tanto de orden interno (problemas financieros, incluida la inflación) como internacional (los radicales estaban en contra de una intervención en la guerra civil española mientras que socialistas y comunistas estaban a favor), y fue sustituido por un nuevo gobierno presidido por el radical Édouard Daladier.

### La II Guerra Mundial
En 1938, fue el único partido político francés que denunció los Acuerdos de Múnich. Después del estallido de la Segunda Guerra Mundial en 1939, el PCF fue declarada una organización proscrita por el gobierno de Édouard Daladier (debido al pacto Ribbentrop-Mólotov). Durante la ocupación mantuvo una relación ambivalente con los nazis, evitando criticarlos directamente a cambio de la liberación de 300 presos comunistas.Al mismo tiempo en abril de 1941, el PCF llamó a un Frente Nacional por la independencia de Francia con los Gaullistas. En 1944 el PCF había llegado al máximo nivel de influencia, el control de grandes zonas del país a través de la Resistencia, con numerosas unidades bajo su mando. Algunos sectores del PCF quisieron lanzar una revolución a la vez que los alemanes se retiraban del país, pero los dirigentes se opusieron a esto. Muchas personalidades se sumaron al partido al finalizar la guerra, incluido Pablo Picasso en 1944. Esta influencia recién adquirida permitió al PCF establecer el sufragio femenino y la seguridad social en Francia.[cita requerida]

### La IV República
Los comunistas ganaron peso especialmente por sus esfuerzos durante la guerra dentro de la Resistencia, en términos de organización y prestigio. Con la liberación de Francia en 1944, el PCF, junto con otros grupos de resistencia, entró en el gobierno de Charles de Gaulle. Al igual que en Italia, los comunistas eran en ese momento muy populares y tenían un firme compromiso político. 
Al término de 1945 el número de sus afiliados ascendía a 500.000, una transformación notable si se tiene en cuenta que en vísperas de la guerra eran menos de 30.000. Este aumento en la afiliación y su fuerte presencia posterior en las elecciones a la Asamblea Nacional de noviembre de 1946 llevó a algunos dirigentes internacionales, incluido Dean Acheson, el Secretario de Estado americano, a creer que la toma del poder por los comunistas era inminente. Apodado el "partido de los 75.000 fusilados" (75.000 fusillés) debido a su importante papel en la Resistencia, fue el primer partido en votos, por delante de la SFIO y el demócrata cristiano Movimiento Republicano Popular (MRP). 
En las elecciones de 21 de octubre de 1945 por el entonces unicameral provisional de la Asamblea Constitucional Nacional, el marco de cooperación regional, obtuvo 159 diputados sobre un total de 586 escaños (es decir, casi el 30%). En las dos elecciones en 1946, ocupó el segundo lugar en las elecciones a la Asamblea Nacional Constitucional, y luego el primero en las de la Asamblea Nacional de la nueva Cuarta República, ahora la cámara baja de un sistema bicameral. Tras su fundación en octubre de 1946, la Agrupación Democrática Africana (RDA), que tenía diputados elegidos en la Asamblea Nacional y secciones en todas las colonias francesas de África, estaba oficialmente afiliada al PCF. Este partido internacional pretendía "unir a los africanos lo más ampliamente posible, por encima de las divisiones políticas, religiosas y de otro tipo" para lograr la igualdad y la mejora de las condiciones de vida en las colonias. En el Parlamento, la coalición PCF-RDA consiguió la legalización de los sindicatos y la prohibición del trabajo forzado en las colonias.
Sin embargo, en parecidos términos a lo que ocurrió en Italia, el PCF se vio obligado a dejar el gobierno a Paul Ramadier en mayo de 1947 con el fin de garantizar la ayuda de EE. UU. dentro del plan Marshall. Esto le dio a Francia una mejor posición financiera a largo plazo, pero creó problemas políticos inmediatos. El Partido Comunista Italiano (PCI) nunca regresó al poder, a pesar del compromiso histórico de los años 1970, y el PCF también fue aislado hasta la victoria electoral de François Mitterrand en 1981. El PCF, ya no restringido por las responsabilidades de su cargo, canalizaba el descontento generalizado entre la clase obrera frente a los pobres resultados económicos de la nueva Cuarta República. En septiembre de 1947 los partidos comunistas de varios países europeos mantuvieron una reunión en la localidad polaca de Szklarska Poręba, donde fue creado un nuevo organismo internacional, el Kominform. Durante esta reunión, Andréi Zhdánov, en nombre de Stalin, denunció la 'moderación' de los comunistas franceses, a pesar de que esta política había sido aprobada anteriormente por Moscú.
Desde la oposición, el PCF denunció al gobierno como una herramienta del capitalismo estadounidense. Después de la detención de algunos trabajadores del acero en Marsella en noviembre, la CGT promovió una huelga general, y activistas del PCF atacaron el ayuntamiento y otros objetivos "burgueses" de la ciudad. Cuando la protesta se extendió a París, y hasta 3 millones de trabajadores salieron a la huelga, Ramadier renunció, temiendo que él enfrentado a una insurrección general. Este es probablemente el momento más cercano en que los comunistas pudieron tomar el poder. Este hecho fue impedido por la determinación de Robert Schuman, el nuevo primer ministro, y Jules Moch, su ministro del Interior. También fue impedido por una creciente sensación de inquietud entre otras corrientes del movimiento obrero. Desde este momento en adelante el PCF se trasladó a la oposición permanente y el aislamiento político, con una gran presencia, pero impotente en el mapa político de Francia. 
Durante el decenio de 1950, el PCF apoyó críticamente el imperialismo francés durante la guerra de Indochina (1947-54) y la guerra de Argelia (1954-62), a pesar de que muchos comunistas franceses hicieron campaña contra el colonialismo. Así Jean-Paul Sartre, cercano al partido comunista, apoyó activamente el Frente de Liberación Nacional (FLN). La segunda mitad de la década de 1950 también se caracterizó por una cierta insatisfacción con la línea de Moscú. Algunos intelectuales moderados, como el historiador Emmanuel Le Roy Ladurie, desilusionados con la política de la URSS, salieron del partido después de la represión soviética de 1956 en Hungría. 
A pesar de su conservadurismo moral entre los años 30 y 60, el PCF fue el partido más femenino de Francia durante todo el siglo XX. Comprometido con el derecho de voto de las mujeres desde los años 20, en 1946 eligió a diecisiete de las primeras treinta y tres diputadas. En 1956, sólo había diecinueve mujeres en la Asamblea Nacional, pero quince de ellas eran comunistas.

### V República
El PCF estrenó la nueva sede de París, diseñada por Oscar Niemeyer. En 1958 fue el único gran partido que se opuso a la vuelta de De Gaulle al poder con la Quinta República, aunque poco a poco, se sumaron otros partidos de centro y de centro izquierda, hasta que finalmente se abogó por la unión de izquierda contra De Gaulle. Waldeck Rochet se convirtió en el nuevo líder del PCF después de la muerte de Thorez en 1964. A mediados del decenio de 1960, el Departamento de Estado de los EE. UU. estimó que al partido estaban adscritos unos 260.000 militantes. 
En las elecciones presidenciales, el candidato comunista no pudo obtener un buen resultado, lo que llevó al PCF a apoyar la candidatura de François Mitterrand. En mayo de 1968 una amplia disturbios y huelgas de estudiantes irrumpió en Francia. El PCF apoya la huelga general revolucionaria, pero se opuso a la circulación de estudiantes, que fue dominado por trotskistas, maoístas y anarquistas, y los llamados "nuevos movimientos sociales" (incluidos los ecologistas, movimientos de gais, presos y otros).  
En 1970, Roger Garaudy, miembro del Comité Central del PCF desde 1945, fue expulsado del partido por sus tendencias revisionistas, siendo criticado por su intento de conciliar el marxismo con el catolicismo. En 1972, Waldeck Rochet fue sucedido por Georges Marchais, que había controlado de forma efectiva el partido desde 1970. Marchais comenzó una liberalización moderada de las políticas internas, aunque algunos miembros disidentes, en particular intelectuales, continuaron siendo expulsados. El PCF entrado en una alianza con el nuevo Partido Socialista (PS) de Mitterrand, firmando un "programa común" en vistas a las elecciones legislativas de 1973. 
Nominalmente los comunistas apoyaron la candidatura de Mitterrand en las elecciones presidenciales de 1974, pero el embajador soviético en París y el director de L'Humanité no escondieron su satisfacción por la derrota de Mitterrand. Según Jean Lacouture, Raymond Aron y el mismo Mitterrand, el gobierno soviético y diferentes dirigentes comunistas franceses había hecho todo para evitar que Mitterrand fuera elegido, que ellos consideraron como demasiado beligerante contra el comunismo y muy hábil en su estrategia de reequilibrio de la izquierda. 
Durante el mandato de Mitterrand como primer secretario del PS, los socialistas volvieron a ser el principal partido de la izquierda desde 1936. En el 22 ª congreso del partido en febrero de 1976, el PCF abandonó el concepto de la dictadura del proletariado y las referencias a la misma, empezando a seguir una línea más próxima a la de los comunistas italianos, a través del eurocomunismo. Sin embargo, este fue solo un relativo cambio de dirección, pues el PCF a nivel internacional se mantuvo fiel a Moscú, y en 1979, Georges Marchais apoyó la invasión de Afganistán. 
Marchais fue el candidato comunista en 1981 para las elecciones presidenciales. Durante la campaña, criticó el "giro a la derecha" del PS, lo que no impidió que algunos votantes comunistas que deseaban la unión de izquierda votaran por Mitterrand. El líder del PS obtuvo 25% contra 15% para Marchais. Para la segunda vuelta, el PCF exhortó a sus partidarios a votar por Mitterrand, que fue elegido presidente.

### Declive

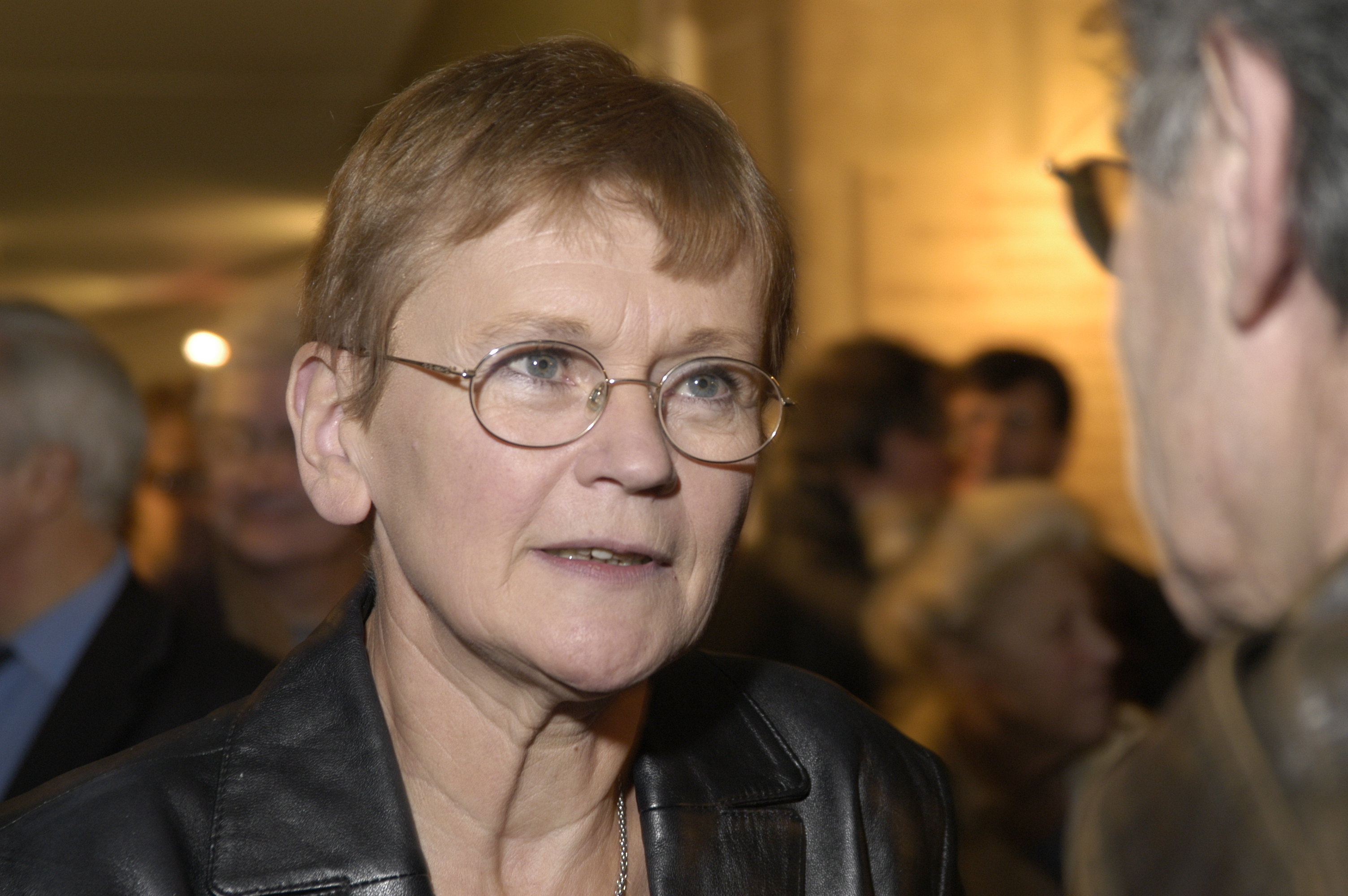
Marie-George Buffet, Presidenta del PCF.

Con Mitterrand el PCF volvió a formar parte del gobierno por primera vez desde 1947, pero esto tuvo el efecto de un cierto bloqueo del programa reformista de la coalición de gobierno. Cuando el PCF renunció a sus ministros en 1984 por el cambio de la política económica, empezó parte del declive electoral acelerado. André Lajoinie obtuvo solo 6,7% en las elecciones presidenciales de 1988. Desde 1988 a 1993, el PCF apoyó gobiernos socialistas en diversas ocasiones, aunque solo en determinados temas. 
La caída de la Unión Soviética en 1991 llevó a una crisis en el PCF, pero no siguió el ejemplo de algunos otros partidos comunistas de Europa como un cambio de su nombre o su disolución. En 1994 Marchais se retiró y fue sucedido por Robert Hue, quien inició un proceso de mutación. La mutación incluía la reorganización del partido a fondo la estructura y el abandono de la ideología leninista, y tenía la intención de revitalizar el estancamiento de la izquierda y atraer nuevos afiliados, aunque sin conseguirlo. Con Lionel Jospin, el PCF volvió una vez más a formar parte del gobierno entre 1997 a 2002.  
En las elecciones legislativas de 2002, el PCF obtuvo un 4,8% de los votos y 21 escaños, mientras que en las presidenciales del mismo año Robert Hue se quedó con solo un 3,4%, lo que acabó llevando a su dimisión. En 2002 Marie-George Buffet se hizo cargo de la dirección del partido, que emprendió un proceso de reconstrucción, invirtiendo algunos de los movimientos realizados durante el periodo anterior. Durante la campaña del referéndum sobre el proyecto de Constitución Europea, el PCF hizo campaña por "no" al lado de la extrema izquierda, una parte del Partido Socialista, los Verdes, y el ala derecha de los euroescépticos. La victoria del 'no' sirvió como un importante estímulo para el partido.  
En la primera vuelta de las elecciones presidenciales de 2007, Buffet esperaba que su candidatura contara con el apoyo de los grupos de izquierda que habían participado en el "no" en la campaña de referéndum sobre la Constitución de la UE. Sin embargo, apenas obtuvo un 1,94% de los votos, incluso menos que Hue en las anteriores elecciones para la presidencia. Para el PCF ,esta desastrosamente baja votación, incluso en sus bastiones tradicionales como el "cinturón rojo" de París significó no reunir el 5% necesario para el reembolso de sus gastos de campaña, y auguraba también una baja votación en las próximas elecciones generales. Una posible razón de este voto particularmente bajo fue que algunos partidarios PCF votaron a Ségolène Royal para asegurar que un candidato de la izquierda se presentara en la segunda vuelta de las elecciones, junto con el apoyo al joven y carismático candidato de la extrema izquierda Olivier Besancenot. 
A raíz de la baja votación obtenida en las elecciones legislativas de 2007, con solo 15 escaños, el partido no pudo, por primera vez durante la V República, obtener el nivel mínimo de 20 parlamentarios a fin de formar un grupo parlamentario por sí mismo. En lo sucesivo, el PCF debió aliarse con los Verdes y otros diputados de izquierda para poder formar un grupo parlamentario a la izquierda del Partido Socialista. El PCF y los Verdes estaban de acuerdo sobre una serie de cuestiones, especialmente en las políticas económicas y sociales (consenso sobre la necesidad de dar apoyo a las clases más bajas, derecho de los extranjeros a votar en las elecciones municipales, la regularización de los inmigrantes irregulares, etc), en contraste con el Partido Socialista, negándose ambos grupos a votar el estado de emergencia durante los disturbios de 2005. También en otras cuestiones, como la oposición a la energía nuclear.

### Recuperación y Frente de Izquierda
Después de varios años con una notable debilidad, el PCF impulsó junto con otras fuerzas progresistas una experiencia novedosa de unidad de las izquierdas en una organización plural y con voluntad de erigirse en alternativa de poder. El PCF es la organización más importante en este movimiento llamado Frente de Izquierda (Front de Gauche) y cosechó en sus primeras elecciones unos resultados modestos aunque sensiblemente mejores a los del PCF en solitario. El salto importante de este frente será en la primera vuelta de las elecciones presidenciales en abril de 2012. Con un candidato que había sido ministro socialista entre 2000 y 2002, Jean-Luc Mélenchon del Partido de Izquierda, el Frente de Izquierdas cosecha prácticamente 4 millones de votos y el 11,7% del total.
El domingo 10 de febrero de 2013, Pierre Laurent fue reelegido con el 100% de los votos para el cargo de Secretario Nacional del Partido Comunista Francés. Por primera vez en años, no se presentó otra lista contra el secretario nacional saliente. El partido abandonó oficialmente la hoz y el martillo como símbolo, sustituyéndolo por la estrella del Partido de la Izquierda Europea.

## Militantes destacados del PCF
- André Breton (Tinchebray, 1896 - 1966); Poeta, ensayista y crítico de arte. Creador del Surrealismo, sus obras son Manifiesto surrealista, Antología del humor y Nadja.
- André Marty (Perpiñán, 1886 - 1956); Militar, marinero, parlamentario e internacionalista. Influyente en el movimiento comunista francés, participó en los motines del Mar Negro opuestos a la intervención francesa contra los bolcheviques y fue brigadista internacional durante la guerra civil española. Fue condecorado con la Orden de la Bandera Roja.
- Charles Bettelheim (París, 1913 - 2006); Economista, teórico marxista y sovietólogo.
- Claude Cahen (París, 1909 - 1991); Historiador medievalista - orientalista. Reconocido estudioso del Medio Oriente y el islam.
- Frédéric Joliot-Curie (París, 1900 - 1958); Químico, físico nuclear y pacifista. Conocido por la síntesis de nuevos elementos radiactivos y descubridor de la radiactividad artificial, fue director del CNRS (1944 - 1946), fue laureado con el Premio Nobel de Química, con la Medalla Hughes y el Premio Lenin de la Paz, y se nombró el cráter lunar Joliot en su memoria.
- Georges Marchais (La Hoguette, 1920 - 1997); Trabajador metalúrgico, sindicalista y parlamentario. Teórico marxista, fue uno de los creadores del Eurocomunismo. Secretario General del PCF (1972-1994).
- Georges Marrane (Louviers, 1888 - 1976); Mecánico, relojero, sindicalista, partisano y parlamentario. Reconocido defensor de la clase obrera francesa y del sindicalismo revolucionario. Fue ministro de Sanidad Pública y de la Población (1947).
- Henri Barbusse (Asnières-sur-Seine, 1873 - 1935); Periodista, novelista y esperantista. El infierno y El fuego son sus obras literarias de corte naturalista más significantes, fue laureado con el Premio Goncourt.
- Henri Lefebvre (Hagetmau, 1901 - 1991); Geógrafo y analista social. Teórico marxista, sus investigaciones se centraron en la producción del espacio y vida cotidiana así como el Derecho a la ciudad.
- Henri Rol-Tanguy (Morlaix, 1908 - 2002); Militar e internacionalista. Fue brigadista internacional durante la guerra civil española, fue uno de los comandantes del FTPT de la Resistencia francesa y recibió la rendición de las fuerzas alemanas que ocuparon París. Miembro de la Legión de Honor y condecorado con la Medalla de la Resistencia.
- Henri Wallon (París, 1879 - 1962); Psicólogo y pedagogo. Sus estudios aportaron a la psicopatología infantil.
- Ho Chi Minh (Nghe An, Vietnam, 1890 - 1969); Poeta, periodista, y guerrillero. Reconocido líder vietnamita y del comunismo mundial, luchador contra el colonialismo francés, comandante del Viet Cong y presidente de la República Democrática de Vietnam (1945 - 1969).
- Irène Joliot-Curie (París, 1897 - 1956); Química, física nuclear y pacifista. Conocida por la síntesis de nuevos elementos radiactivos, alta comisaria para la energía atómica en Francia, fue laureada con el Premio Nobel de Química y miembro de la Legión de Honor.
- Jacques Duclos (Louey, 1896 - 1975); Pastelero, sindicalista, partisano y parlamentario. Cabecilla del movimiento comunista en la Resistencia francesa, y Secretario General interino del PCF (1950 - 1953).
- Jean Ferrat (Vaucresson, 1930 - 2010); Cantautor y compositor musical. Reconocido cantante de música de protesta.
- Louis Althusser (Bir Mourad RaÏs, Argelia, 1918 - 1990); Filósofo, teórico marxista, analista cultural. Representante del estructuralismo, Ideología y aparatos ideológicos de estado es su obra más resaltante.
- Louis Aragon (París, 1897 - 1982); Médico, poeta, novelista, crítico de arte y partisano. Fuego de Alegría, Los comunistas y Tiempo de morir son sus obras más reconocidas. Fue Premio Lenin de la Paz.
- Marcel Cachin (Paimpol, 1869 - 1958); Filósofo, docente y sindicalista. Teórico marxista, cofundador del PCF y representante del Movimiento bretón.
- Marie-George Buffet (Sceaux, 1949); Geógrafa, analista social, sindicalista y parlamentaria. Ministra de la Juventud y los Deportes (1997-2002) y Secretaria General del PCF (2001-2010).
- Maurice Godelier (Cambrai, 1934); Antropólogo y analista sociocultural. Pionero de la Antropología económica, estudioso de la estructura de las sociedades precapitalistas y condecorado con la Medalla de Oro del CNRS.
- Maurice Thorez (Noyelles-Godault, 1900 - 1964); Trabajador ferroviario, minero, sindicalista y parlamentario. Uno de los más connotados comunistas y anticolonialistas de Francia, fue ministro de Estado (1947) y Secretario General del PCF (1930 - 1964).
- Missak Manouchian (Adiyaman, Turquía, 1906 - 1944); Poeta, tornero mecánico, literato y partisano. Emigrante armenio, fue dirigente del movimiento Mano de Obra Inmigrada, militante partisano de FTPF de la Resistencia francesa. Fue fusilado por las tropas alemanas invasoras.
- Ousmane Sembène (Ziguinchor, Senegal, 1923 - 2007); Emigrante senegalés, cineasta, guionista y panafricano. Padre del cine africano, y que en sus filmografía denuncia el colonialismo, el fracaso de la religión y la opresión a la mujer africana. Sus películas más destacadas son La noire de..., Mandabi, Xala y Moolaadé. Fue congratulado con el premio León de Oro y el premio honorario del Festival Internacional de Cine de Moscú.
- Pablo Picasso (Málaga, España, 1881 - 1973); Emigrante español, pintor, escultor, crítico literario y pacifista. Pintor de gran fama mundial que fue el creador del Cubismo, sus obras pictóricas más famosas Guernica, Las señoritas de Avignon, Ciencia y caridad y Masacre en Corea. Fue laureado con el Premio Lenin de la Paz y la UNESCO creó la Medalla Picasso en su nombre.
- Paul Éluard (Saint-Denis, 1895 - 1952); Poeta. Representante del surrealismo y dadaísmo literario, Capital del dolor, Libertad y Diccionario abreviado del surrealismo son sus obras literarias más connotadas.
- Paul Langevin (París, 1872 - 1946); Físico y antifascista. Reconocido por sus estudios sobre el magnetismo, la invención del sonar y la ecuación de Langevin. Se nombró el cráter lunar Langevin en su honor.
- Pierre Vilar (Frontignan, 1906 - 2003); Historiador y analista social. Representante de la Historiografía marxista, social y económica, y también fue un reconocido hispanista.
- Robert Escarpit (Saint-Macair, 1918 - 2000); Sociólogo, semiólogo y periodista. Teórico de la Sociología del hecho literario.
- Roger Hanin (Argel, Argelia, 1925 - 2015); Actor y cineasta. Reconocido actor, quien protagonizó la serie Navarro.
- Waldeck Rochet (Sainte-Croix, 1905 - 1983); Jardinero, agricultor, sindicalista y parlamentario. Fundó La Terre, un órgano de prensa agrarista, representante de la lucha agraria francesa y Secretario General del PCF (1964-1972).

## Resultados electorales

### Elecciones legislativas
| Elecciones | # de votos     | % de escaños | # escaños | +/-         | Gobierno              | Notas                      |
| ---------- | -------------- | ------------ | --------- | ----------- | --------------------- | -------------------------- |
| 1924       | 885.993 (#5)   | 9,82%        | 26/552    |             | Oposición             |                            |
| 1928       | 1.066.099 (#5) | 11,26%       | 11/602    | 15          | Oposición             |                            |
| 1932       | 796.630 (#6)   | 8,32%        | 10/607    | 1           | Oposición             |                            |
| 1936       | 1.492.020 (#4) | 15,23%       | 72/610    | 62          | Coalición             | Dentro del Frente Popular. |
|            |                |              |           |             |                       |                            |
| 1945       | 5.024.174 (#1) | 26,23%       | 159/586   | 159         | Coalición             |                            |
| Jun.-1946  | 5.145.325 (#2) | 25,98%       | 153/586   | 6           | Coalición             |                            |
| Nov.-1946  | 5.430.593 (#1) | 28,26%       | 182/627   | 29          | Coalición (1946-1947) |                            |
| Nov.-1946  | 5.430.593 (#1) | 28,26%       | 182/627   | 29          | Oposición (1947-1951) |                            |
| 1951       | 4.939.380 (#1) | 26,27%       | 103/625   | 79          | Oposición             |                            |
| 1956       | 5.514.403 (#1) | 23,56%       | 150/595   | 47          | Oposición             | En el Frente Republicano   |
| 1958       | 3.882.204 (#1) | 18,90%       | 10/546    | 140         | Oposición             |                            |
| 1962       | 4.003.553 (#2) | 20,84%       | 41/465    | 31          | Oposición             |                            |
| 1967       | 5.039.032 (#2) | 22,51%       | 73/487    | 32          | Oposición             |                            |
| 1968       | 4.434.832 (#2) | 20,02%       | 34/487    | 39          | Oposición             |                            |
| 1973       | 5.085.108 (#2) | 21,39%       | 73/488    | 39          | Oposición             |                            |
| 1978       | 5.870.402 (#4) | 20,55%       | 86/488    | 13          | Oposición             |                            |
| 1981       | 4.065.540 (#4) | 16,17%       | 44/491    | 42          | Coalición             |                            |
| 1986       | 2.739.225 (#4) | 9,78%        | 35/573    | 9           | Oposición             |                            |
| 1988       | 2.765.761 (#4) | 11,32%       | 27/575    | 8           | Oposición             |                            |
| 1993       | 2.331.339 (#5) | 9,30%        | 24/577    | 3           | Oposición             |                            |
| 1997       | 2.523.405 (#5) | 9,92%        | 35/577    | 11          | Coalición             |                            |
| 2002       | 1.216.178 (#5) | 4,82%        | 21/577    | 14          | Oposición             |                            |
| 2007       | 1.115.663 (#5) | 4,29%        | 15/577    | 6           | Oposición             |                            |
| 2012       | 1.792.923 (#4) | 6,91%        | 10/577    | 5           | Oposición             |                            |
| 2017       | 615.503 (#10)  | 2,72%        | 12/577    | 2           | Oposición             |                            |
| 2022       | 520.092 (#11)  | 2,36%        | 12/577    | Sin cambios | Oposición             | Como parte de NUPES        |
| 2024       |                | 1,60%        | 9/577     | 3           |                       | Como parte de NFP          |